# アーノルド・アレン
アーノルド・アレン（Arnold Allen、1994年1月22日 - ）は、イギリスの男性総合格闘家。サフォーク州イプスウィッチ出身。BKKファイターズ/トリスタージム所属。UFC世界フェザー級ランキング6位。

## 来歴

### 総合格闘技
2012年、プロ総合格闘技デビュー。英国のCage Warriorsを主戦場とし、10戦9勝の戦績を残した。

### UFC
2015年6月20日、UFC初参戦となったUFC Fight Night: Jedrzejczyk vs. Penneでアラン・オマーと対戦し、ギロチンチョークで3R一本勝ち。パフォーマンス・オブ・ザ・ナイトを受賞した。
2018年5月27日、UFC Fight Night: Thompson vs. Tillでマッズ・バーネルと対戦し、フロントチョークで2R一本勝ち。パフォーマンス・オブ・ザ・ナイトを受賞した。
2019年7月6日、UFC 239で元Strikeforce世界ライト級王者のギルバート・メレンデスと対戦し、3-0の判定勝ち。
2021年4月10日、UFC on ABC: Vettori vs. Hollandでフェザー級ランキング11位のソディック・ユサフと対戦し、3-0の判定勝ち。
2022年3月19日、UFC Fight Night: Volkov vs. Aspinallでダン・フッカー（ライト級ランキング8位）と対戦し、スタンドパンチ&肘打ち連打で1RTKO勝ち。パフォーマンス・オブ・ザ・ナイトを受賞した。
2022年10月29日、UFC Fight Night: Kattar vs. Allenでフェザー級ランキング5位のカルヴィン・ケイターと対戦し、ケイターの右膝の負傷により2RTKO勝ち。UFC参戦後10連勝となった。
2023年4月15日、UFC on ESPN: Holloway vs. Allenでフェザー級ランキング2位の元UFC世界フェザー級王者マックス・ホロウェイと対戦し、時折パンチをヒットさせるなど健闘するも0-3の5R判定負け。UFC初黒星となった。
2024年1月20日、UFC 297でフェザー級ランキング9位のモフサル・エフロエフと対戦し、0-3の判定負け。
2024年7月27日、UFC 304でフェザー級ランキング9位のギガ・チカゼと対戦し、3-0の判定勝ち。

## 戦績
| 総合格闘技 戦績 | 総合格闘技 戦績 | 総合格闘技 戦績 | 総合格闘技 戦績 | 総合格闘技 戦績 | 総合格闘技 戦績 | 総合格闘技 戦績 |
| --------------- | --------------- | --------------- | --------------- | --------------- | --------------- | --------------- |
| 23 試合         | (T)KO           | 一本            | 判定            | その他          | 引き分け        | 無効試合        |
| 20 勝           | 7               | 4               | 9               | 0               | 0               | 0               |
| 3 敗            | 0               | 0               | 3               | 0               | 0               | 0               |

| 勝敗 | 対戦相手               | 試合結果                                 | 大会名                                  | 開催年月日     |
| ○    | ギガ・チカゼ           | 5分3R終了 判定3-0                        | UFC 304: Edwards vs. Muhammad 2         | 2024年7月27日  |
| ×    | モフサル・エフロエフ   | 5分3R終了 判定0-3                        | UFC 297: Strickland vs. du Plessis      | 2024年1月20日  |
| ×    | マックス・ホロウェイ   | 5分5R終了 判定0-3                        | UFC on ESPN 44: Holloway vs. Allen      | 2023年4月15日  |
| ○    | カルヴィン・ケイター   | 2R 0:08 TKO（右膝の負傷）                | UFC Fight Night: Kattar vs. Allen       | 2022年10月29日 |
| ○    | ダン・フッカー         | 1R 2:33 TKO（スタンドパンチ&肘打ち連打） | UFC Fight Night: Volkov vs. Aspinall    | 2022年3月19日  |
| ○    | ソディック・ユサフ     | 5分3R終了 判定3-0                        | UFC on ABC 2: Vettori vs. Holland       | 2021年4月10日  |
| ○    | ニック・レンツ         | 5分3R終了 判定3-0                        | UFC Fight Night: Blaydes vs. dos Santos | 2020年1月25日  |
| ○    | ギルバート・メレンデス | 5分3R終了 判定3-0                        | UFC 239: Jones vs. Santos               | 2019年7月6日   |
| ○    | ジョーダン・リナルディ | 5分3R終了 判定3-0                        | UFC Fight Night: Till vs. Masvidal      | 2019年3月16日  |
| ○    | マッズ・バーネル       | 3R 2:41 フロントチョーク                 | UFC Fight Night: Thompson vs. Till      | 2018年5月27日  |
| ○    | マクワン・アミルカーニ | 5分3R終了 判定2-1                        | UFC Fight Night: Manuwa vs. Anderson    | 2017年3月18日  |
| ○    | ヤオツィン・メザ       | 5分3R終了 判定3-0                        | UFC Fight Night: Silva vs. Bisping      | 2016年2月27日  |
| ○    | アラン・オマー         | 3R 1:41 ギロチンチョーク                 | UFC Fight Night: Jedrzejczyk vs. Penne  | 2015年6月20日  |
| ○    | ポール・クック         | 2R終了時 TKO（ドクターストップ）         | M4TC 15 【M4TCライト級タイトルマッチ】  | 2014年11月29日 |
| ○    | ゲイターノ・ピレロ     | 5分3R終了 判定3-0                        | CWFC 71                                 | 2014年11月15日 |
| ×    | マルチン・ゾセク       | 5分3R終了 判定0-3                        | CWFC 69                                 | 2014年6月7日   |
| ○    | トビアス・ハバー       | 1R 0:37 TKO（パウンド）                  | CWFC Fight Night 11                     | 2014年4月24日  |
| ○    | ドニ・ミラー           | 1R 0:33 TKO（パウンド）                  | CWFC 61                                 | 2013年12月13日 |
| ○    | デクアン・ウィリアムズ | 2R 4:50 三角絞め                         | CWFC 60                                 | 2013年10月5日  |
| ○    | アンディ・グリーン     | 1R 4:00 リアネイキドチョーク             | CWFC 56                                 | 2013年7月6日   |
| ○    | カール・オーリス       | 5分3R終了 判定3-0                        | UCMMA 32                                | 2013年2月2日   |
| ○    | キム・シングホーゲン   | 1R終了時 TKO（ドクターストップ）         | UWC 21                                  | 2012年10月20日 |
| ○    | ネイサン・グレイソン   | 2R 0:40 KO（左フック）                   | UCMMA 27                                | 2012年4月7日   |

## 獲得タイトル
- M4TCライト級王座（2014年）

## 表彰
- UFCパフォーマンス・オブ・ザ・ナイト（3回）
- ブラジリアン柔術茶帯